# Robert Koch
Robert Koch (11. prosince 1843 – 27. května 1910) byl německý lékař a mikrobiolog, zakladatel bakteriologie a nositel Nobelovy ceny za fyziologii a lékařství (1905). Objevil původce tuberkulózy a potvrdil původce anthraxu a cholery (objevitelem bakterie cholery je Filippo Pacini).  Zásadním způsobem přispěl ke studiu infekcí a rozvoji tropické medicíny v Německu. Vyvinul množství postupů fixace, barvení a fotografování preparátů a nové způsoby pěstování čistých bakteriálních kultur, řadí se mezi průkopníky mikrofotografie.

## Život a dílo
Narodil se v Clausthalu v Německu v rodině důlního úředníka jako třetí z celkem 13 dětí. V roce 1862 maturoval na místním gymnáziu. Medicínu studoval pod vedením Jakoba Henlea na univerzitě v Göttingenu. Studia ukončil v roce 1866 prací z oboru patologie. Potom odešel do Berlína na šest měsíců chemického studia a tam se dostal pod vliv Rudolfa Virchowa. V roce 1867 nejprve pracoval jako pomocný lékař ve všeobecné nemocnici v Hamburku, do roku 1868 pak jako hlavní lékař na dětském oddělení psychiatrického ústavu v Langenhagenu u Hannoveru. Současně provozoval soukromou lékařskou praxi. Od roku 1868 působil jako venkovský lékař v Niemegku, o rok později se přestěhoval do městečka Rakwitz (dnes Rakoniewicze v západním Polsku). Za Prusko-francouzské války sloužil jako vojenský lékař v polní nemocnici. V roce 1872 byl jmenován okresním lékařem s praxí ve Wollsteinu. V části své ordinace si zřídil laboratoř, ve které se ve volném čase zabýval bakteriologickým výzkumem. Pro experimentální účely choval mnoho domácích zvířat, jako jsou králíci, morčata a nakonec dvě opice. Od roku 1876 mohl také využívat výzkumných možností univerzity ve Vratislavi a (zejména pro bakteriologickou klasifikaci a kauzalitu infekčních nemocí) znalostí vědců Ferdinanda Cohna (botanik a mikrobiolog) a Julia Friedricha Cohnheima (patolog a infektolog). Koch jako první prokázal, že Bacillus anthracis je původcem anthraxu (1876) a vypracoval tzv. Kochovy postuláty, soubor pravidel a postupů, které se při prokazování příčinné souvislosti mezi předpokládaným původcem choroby a chorobou samou používají dodnes. Objevil existenci spor anthraxu a popsal jejich stavbu, vysokou odolnost vůči nepříznivým vlivům a schopnost způsobit nákazu i po velmi dlouhé době a stanovil nové bezpečnostní limity, které by bránily rozvoji nemoci.
Díky své práci na vývoji antraxu a infekcí ran byl Koch v roce 1880 jmenován vládním radou a stal se řádným členem císařského zdravotního úřadu v Berlíně. Měl svou laboratoř, dva asistenty a pomocnou sílu, mohl se plně věnovat výzkumu. 

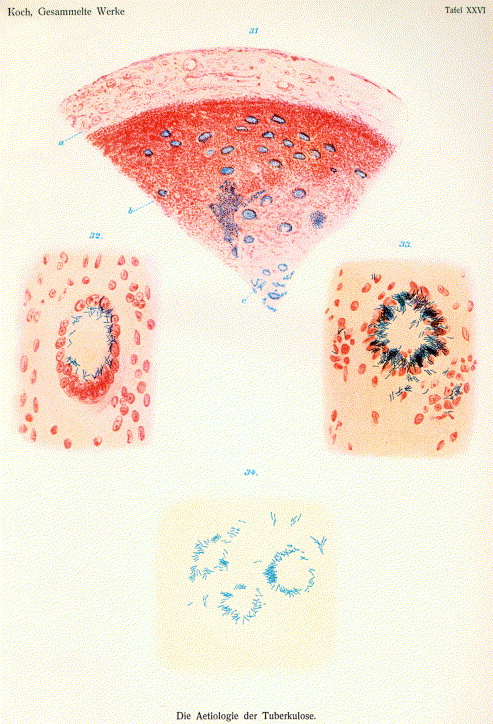
Ukázka z Kochovy práce
Die Aetiologie der Tuberkulose, 1884

V roce 1882 zveřejnil práci, v níž jako první popsal Mycobacterium tuberculosis, kterému se také občas přezdívá Kochův bacil, a stanovil nová epidemiologická opatření, která měla udržet tuto nemoc pod kontrolou. Dokázal, že přenos nemoci se děje většinou dýchacími cestami, a proto nejčastěji zasahuje plíce. V roce 1883 se svým týmem během epidemie cholery v Egyptě a Indii objevil bacil Vibrio cholerae a prokázal, že se šíří nečistou vodou. 
Dnešní Hotel Hugo ve městě Kandřín-Kozlí, který leží v zaniklém areálu bývalé tuberkulózní nemocnice založené knížetem Hugem Hohenlohem v roce 1884, proslul tím, že zde Koch pracoval a vedl svůj výzkum.
V roce 1885 se stal profesorem hygieny na univerzitě v Berlíně.
V roce 1890 přišel s tuberkulinem jakožto lékem a očkovací látkou proti tuberkulóze. Tato informace vyvolala velká očekávání veřejnosti a Koch byl vyznamenán velkokřížem Řádu červené orlice. Ale tento objev mu přinesl zklamání. Nejenže se ukázal být neúčinný, navíc jeho vedlejší účinky vedly k úmrtím pacientů, což v souvislosti se zfalšováním výsledků laboratorních pokusů, které mělo urychlit zavedení léku, vedlo k dočasnému poklesu Kochovy reputace. Koch totiž do publikace výsledků zařadil i pokusy, které nestihl dokončit či které teprve plánoval. Ve skutečnosti provedl jen malou část z nich, a to ke své velké smůle na objektech, které reagovaly na léčbu tuberkulinem zcela jinak než člověk. Zejména se u nich neobjevovaly prudké alergické reakce, na něž někteří pacienti umírali. Fakt, že se tuberkulin posléze ukázal jako vhodný diagnostický prostředek, pokud jde o přítomnost protilátek proti TBC v těle pacienta, představoval jen malé zadostiučinění.
V roce 1891 byl Koch jmenován ředitelem nově zřízeného Královského pruského institutu pro infekční nemoci a zůstal jím až do svého odchodu do důchodu roku 1904. Téhož roku byl zvolen řádným členem Pruské akademie věd. Vrcholem jeho kariéry bylo udělení Nobelovy ceny v roce 1905 za výzkumy a objevy v souvislosti s tuberkulózou.
Koch pokračoval ve svých výzkumech nemocí, cestoval do Afriky, Indie a všude tam, kde se objevovaly epidemie nebezpečných chorob. Jeho práce o etiologii spavé nemoci, malárie, lepry a dalších chorob představují vrcholy lékařského výzkumu na přelomu století. V roce 1908 podnikl světové turné do Spojených států, na Havaj a do Japonska.

## Osobní život

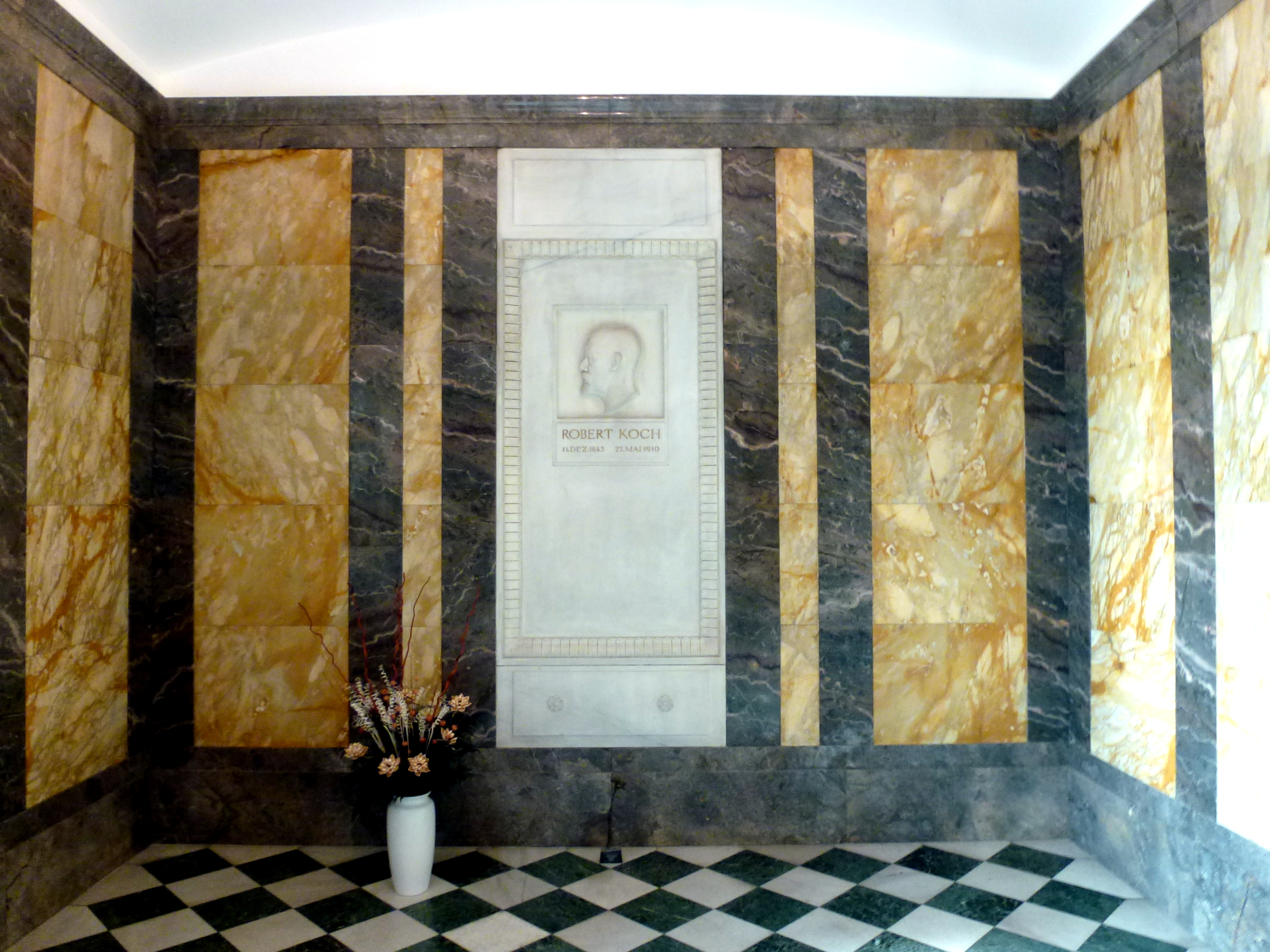
Náhrobek s reliéfem Roberta Kocha v Berlíně

Robert Koch byl dvakrát ženat. Poprvé se oženil v červenci 1867 s Emmy Fraatzovou. Následujícího roku se jim narodila dcera Gertrude, manželství trvalo 26 let. V roce 1893 se rozvedli a později téhož roku se Koch oženil s herečkou Hedwig Freibergovou (1872–1945). Svatba tehdy způsobila skandál, protože Kochovi bylo 50 let a nevěsta byla o třicet let mladší.
Na svých cestách se několikrát nakazil tropickými nemocemi – včetně malárie. Dne 9. dubna 1910 utrpěl Koch infarkt, z jehož následků se už zcela nezotavil. Odjel do Baden–Badenu na lázeňskou kliniku, kde zemřel tři dny po své poslední přednášce, 27. května 1910, ve věku 66 let. Je pohřben v Berlíně v čestném mauzoleu.
Královský pruský institut pro infekční nemoci byl v roce 1942 na jeho počest přejmenován na Institut Roberta Kocha.